# Wallace River (Murchison River)
Der Wallace River ist ein Fluss im Nordwesten des australischen Bundesstaates Tasmanien.

## Geografie
Der etwas mehr als 15 Kilometer lange Wallace River entspringt an den Osthängen des Mount Hyperion im Cradle-Mountain-Lake-St.-Clair-Nationalpark und fließt nach Westen. Rund drei Kilometer nordöstlich des Mount Nereus, ebenfalls im Nationalpark, mündet er in den Murchison River.